# Sonerila

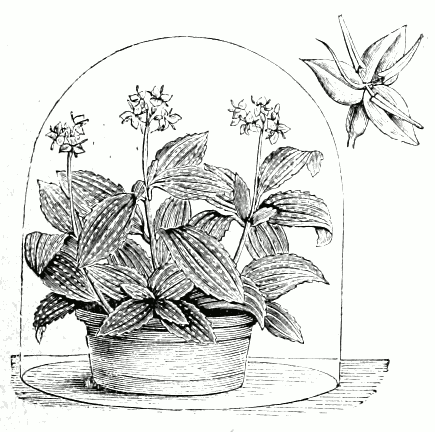
Ilustrace S. margaritacea z roku 1908

Sonerila (Sonerila) je rod rostlin z čeledi melastomovité. Jsou to byliny a keře s jednoduchými listy a drobnými trojčetnými květy ve vijanech. Rod zahrnuje téměř 170 druhů. Je rozšířen v tropické Asii od Indie po Novou Guineu. Sonerily jsou stínomilné rostliny, rostoucí v podrostu tropických lesů nebo jako epifyty.

## Popis
Sonerily jsou přímé nebo plazivé byliny, polokeře nebo keře, rostoucí na zemi nebo jako epifyty na kmenech a v korunách stromů. Stonky jsou většinou čtyřhranné nebo čtyřkřídlé, některé druhy mají přízemní růžici listů bez stonku. Některé druhy mají hlízy. Listy jsou jednoduché, vstřícné, často velké, čepel je obvykle na bázi srdčitá, na vrcholu špičatá nebo zašpičatělá, s lehce pilovitým okrajem. Řapík je křídlatý nebo bezkřídlý. Žilnatina je zpeřená, tvořená 2 až 5 páry obloukovitých sekundárních žilek. U některých druhů jsou listy na líci nápadně bíle skvrnité.
Květy jsou drobné, většinou trojčetné, řidčeji šestičetné, uspořádané ve vrcholových nebo úžlabních vijanech či pseudookolících. Češule je trubkovitě zvonkovitá, trojhranná, se 6 podélnými žebry. Kališní cípy jsou drobné a krátké, široce trojúhelníkovité. Koruna je růžová, červená nebo purpurová, korunní lístky jsou podlouhle eliptické. Tyčinky jsou pouze 3, řidčeji 6, stejné nebo nestejné, s tenkými nitkami a nezvětšeným spojidlem. Semeník je spodní, baňkovitý, nesoucí nitkovitou čnělku zakončenou vrcholovou bliznou. Plodem je zvonkovitá až trubkovitě zvonkovitá tobolka. Semena jsou drobná.

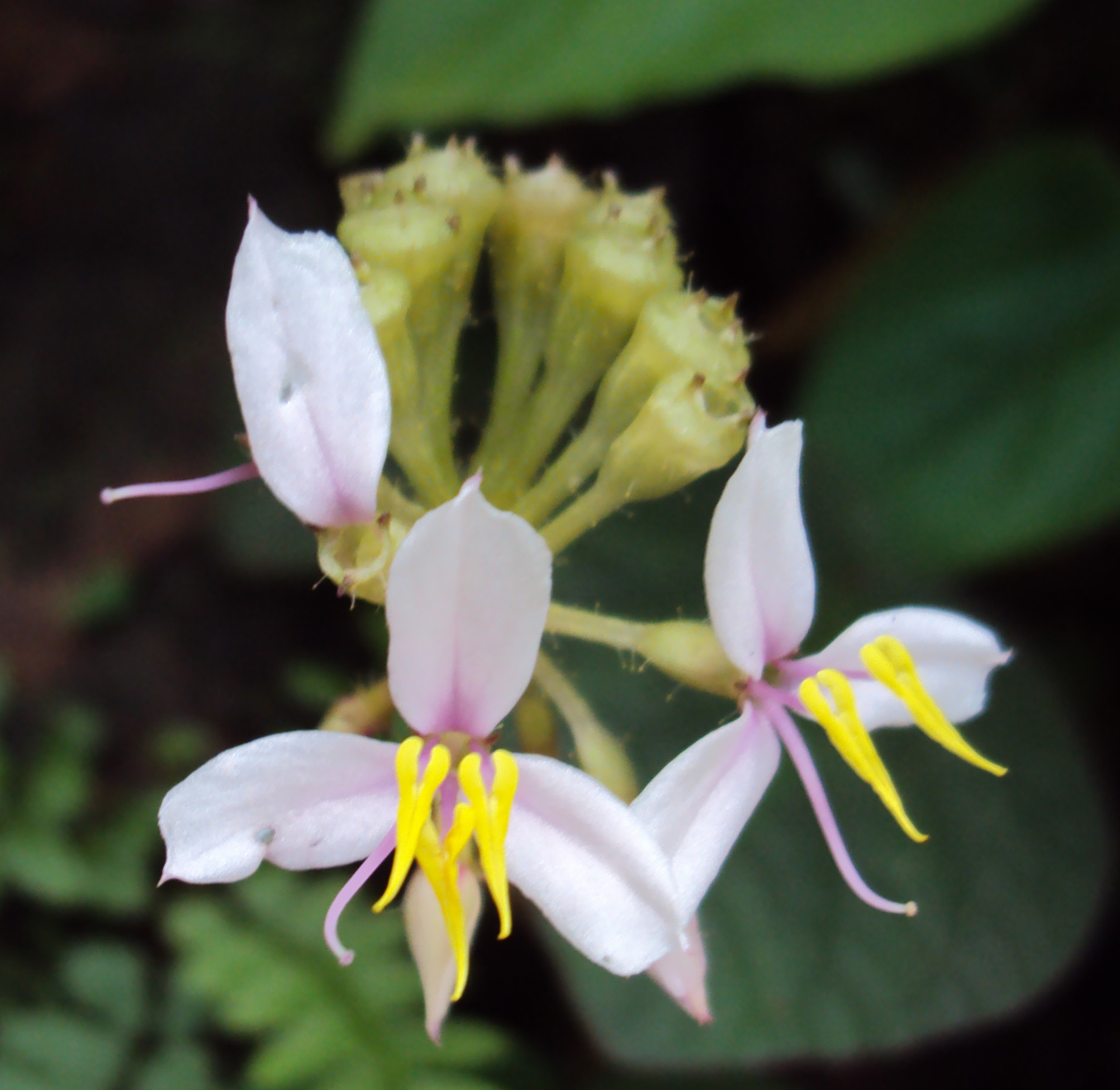
Detail květů S. wallichii
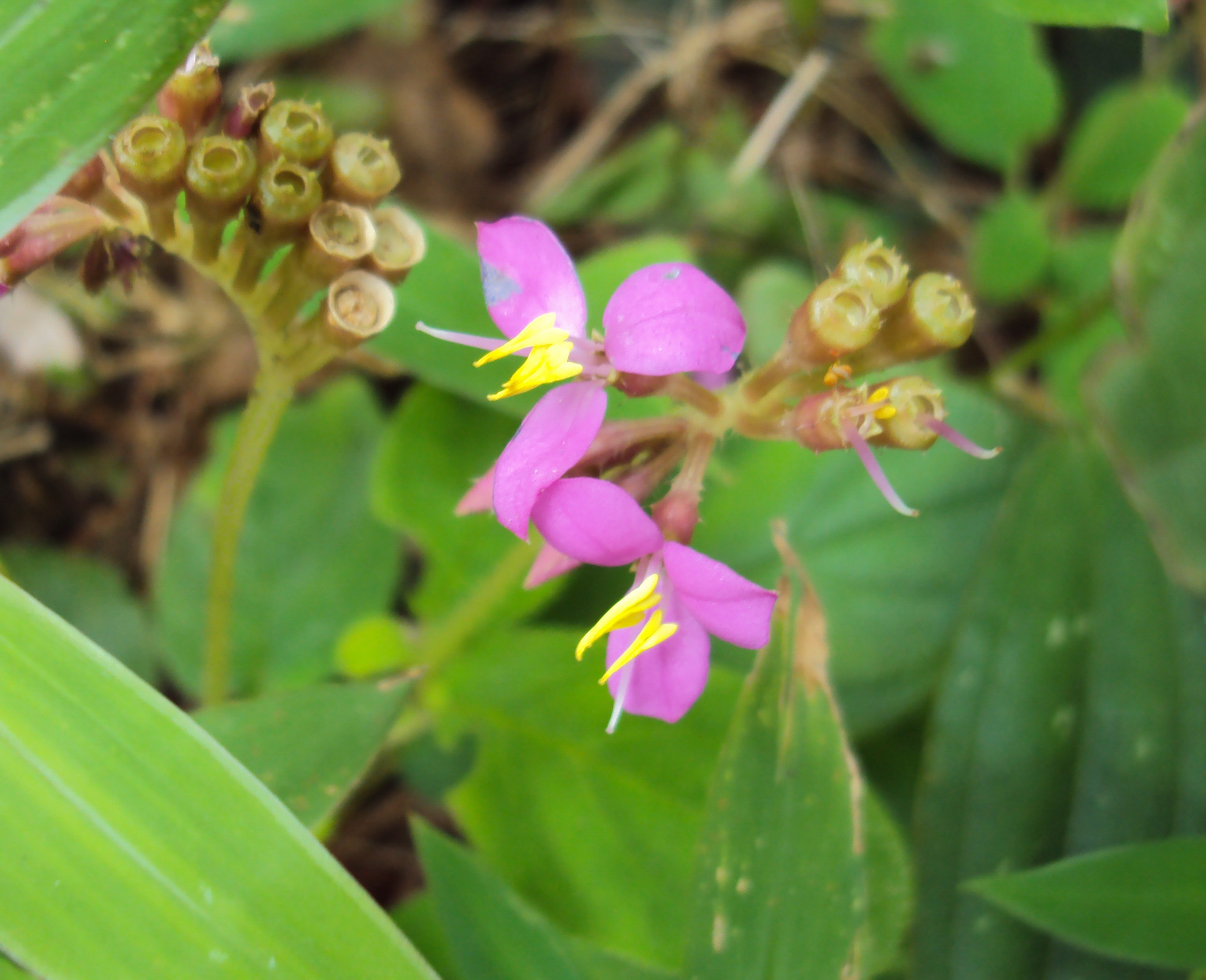
Květy a nezralé plody S. rheedei
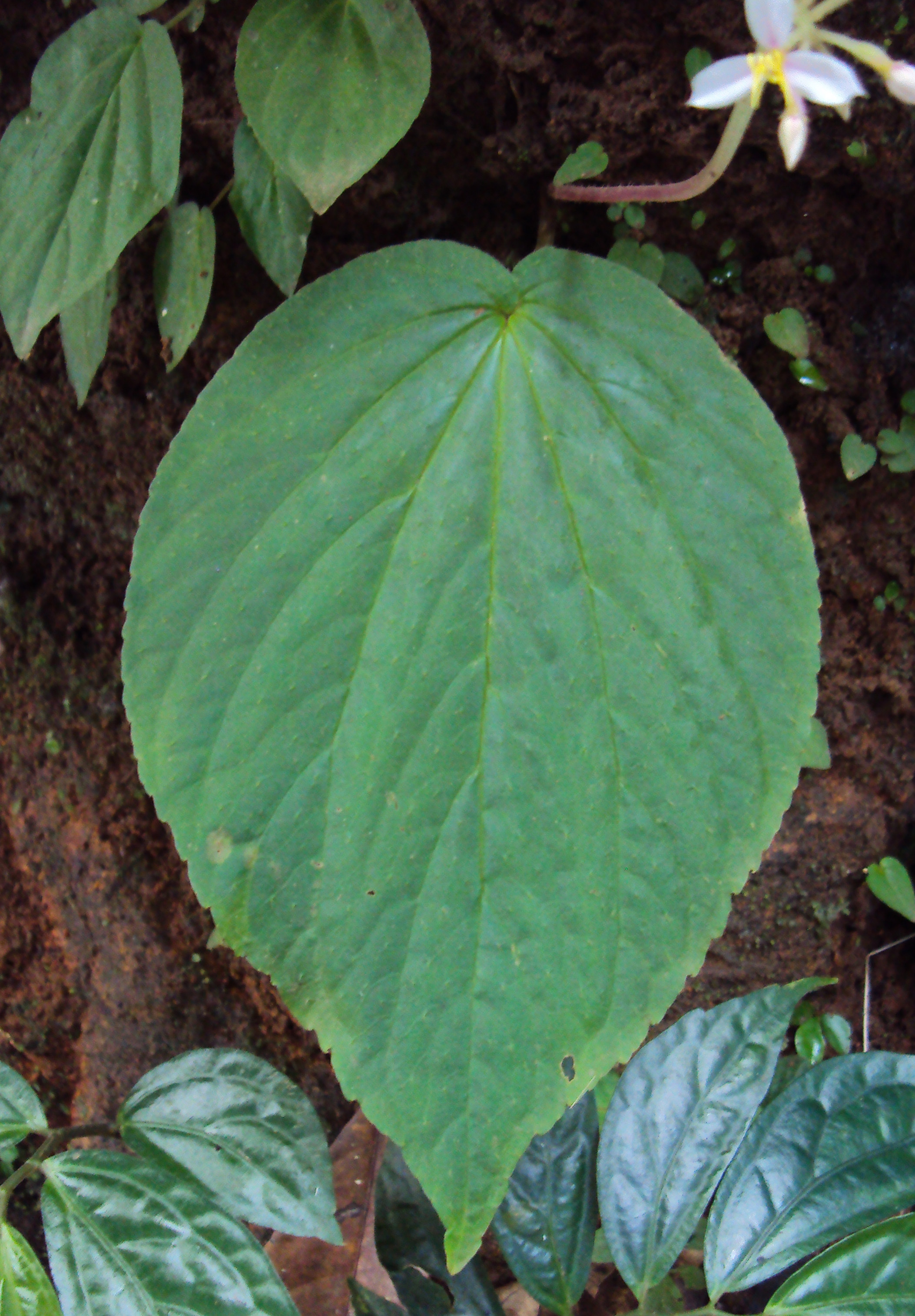
List S. wallichii

## Rozšíření
Rod sonerila zahrnuje asi 168 druhů. Je rozšířen v tropické Asii od Indie a Srí Lanky přes jižní Čínu, Indočínu a jihovýchodní Asii po Novou Guineu. V Číně roste 6 druhů, z toho 3 endemické.
Z Nové Guiney je udáván jediný druh, S. papuana. Většina druhů jsou endemity jednotlivých zemí nebo ostrovů. Sonerily jsou stínomilné rostliny. Nejčastěji rostou jako pozemní rostliny v podrostu tropických lesů nebo jako epifyty na větvích a v korunách stromů.

## Taxonomie
Rod Sonerila je řazen v rámci čeledi melastomovité do podčeledi Melastomoideae a tribu Sonerileae. Oproti ostatním rodům tohoto tribu je dobře vymezen trojčetnými květy, uspořádanými většinou v jednostranných vijanech. Rod je dosud taxonomicky málo prostudovaný.

## Význam
Druh Sonerila maculata (syn. S. picta) je celkem zřídka pěstován jako ozdobná rostlina.